# Vyšné Opátske
Vyšné Opátske est un des quartiers de la ville de Košice. 

## Histoire
Première mention écrite du village en 1344.
La localité fut annexée par la Hongrie après le premier arbitrage de Vienne le 2 novembre 1938. En 1938, on comptait 359 habitants. Elle faisait partie du district de Košice, en hongrois Kassai járás. Le nom de la localité avant la Seconde Guerre mondiale était Vyšnie Opátske. Durant la période 1938 -1945, le nom hongrois Szilvásapáti était d'usage. À la libération, la commune a été réintégrée dans la Tchécoslovaquie reconstituée.
Le village fut rattaché à la ville de Košice en 1968.

## Territoires cadastraux
Le quartier de Vyšné Opátske est divisé en deux territoires cadastraux: Vyšné Opátske et Nižná Úvrať.